# Николаевское сельское поселение (Карачаево-Черкесия)
Николаевское се́льское поселе́ние — муниципальное образование в Прикубанском районе Карачаево-Черкесии Российской Федерации.
Административный центр — село Николаевское.

## История
Статус и границы сельского поселения установлены Законом Карачаево-Черкесской Республики от 6 марта 2006 года № 13-РЗ «от 24 февраля 2004 года № 84-РЗ «Об административно-территориальном устройстве Карачаево-Черкесской Республики»

## Население
| 2002  | 2010  | 2012  | 2013  | 2014  | 2015  | 2016  |
| ----- | ----- | ----- | ----- | ----- | ----- | ----- |
| 2948  | ↗3361 | ↗3367 | ↘3265 | ↘3172 | ↘3164 | ↘3128 |
| 2017  | 2018  | 2019  | 2020  | 2021  | 2023  | 2024  |
| ↘3068 | ↘3051 | ↘3000 | ↘2992 | ↗3062 | ↘3045 | ↗3053 |
| 2025  |       |       |       |       |       |       |
| ↘3035 |       |       |       |       |       |       |

## Состав сельского поселения
| № | Населённый пункт | Тип населённого пункта       | Население |
| - | ---------------- | ---------------------------- | --------- |
| 1 | Николаевское     | село, административный центр | ↘1441     |
| 2 | Привольное       | село                         | ↘614      |
| 3 | Пристань         | село                         | ↗1007     |